# Ximena Aulestia
Ximena Lourdes Aulestia Díaz (Río de Janeiro, 25 de septiembre de 1952) es una periodista y ex reina de belleza ecuatoriana que ha desarrollado gran parte de su carrera en Colombia.

## Biografía
Nació el 26 de septiembre de 1952 en la ciudad de Río de Janeiro (Brasil) mientras su padre estaba representando al Ecuador en misión diplomática, por lo que recibió de manera automática la nacionalidad ecuatoriana. Fue la sexta de siete hermanos y la segunda del segundo matrimonio de su padre, el general Víctor Florencio Aulestia Mier con Sara Roxana Díaz Guerrero. En 1972 su padre llegó a ser ministro de Defensa durante el gobierno de Guillermo Rodríguez Lara, época en la que también se convirtió en el fundador del Instituto de Altos Estudios Nacionales (IAEN).
Sus primeros diez años los vivió en la entonces capital brasilera, y en 1962 regresó junto a su familia a Ecuador, estableciéndose en la ciudad de Quito. En 1969 participó representando a Pichincha en el evento de belleza Miss Ecuador, en cuya edición quedó como primera finalista, por lo que representó al país en el Miss Mundo de ese mismo año.

### Matrimonios y descendencia
En 1969, cuando tenía apenas 17 años de edad y poco después de participar en Miss Mundo, se casó por primera vez con el quiteño Pablo Rivadeneira, enlace que del que nacieron sus dos hijos María José y Juan Pablo, aunque después se divorciaría. En 1993 volvió a contraer matrimonio con el colombiano Manuel Rueda, por lo que se trasladó a vivir en el país de su nuevo esposo, pero terminaría divorciándose de él nueve años después.

## Vida profesional
En 1973 se graduó en la carrera de Diseño de Interiores, y en 1982 se presentó a un casting para presentadora de noticias en la cadena Teleamazonas, convirtiéndose en el rostro estelar del «Noticiero 24 Horas» durante los siguientes doce años, cinco de los cuales también condujo el programa «Así es Nuestra América». En 1990 pasó al espacio noticioso de Gamavisión y, al mismo tiempo, era directora de relaciones públicas y comunicaciones e imagen de la tarjeta de crédito Master Card en Ecuador.
Después de su traslado a Colombia, en 1993, trabajó por nueve años como presentadora en «NTC Noticias» y como imagen de distintas entidades del Estado, además condujo el programa «Siguiendo el Rastro», que transmitieron hasta 2002 los canales RCN y Caracol.
Al alejarse de la pantalla chica se convirtió en agregada de Prensa y Cultura de la Embajada ecuatoriana en Colombia, trabajó en el Servicio Nacional de Aprendizaje, la Comisión de Regulación de Comunicaciones y el CRC. Luego de un tiempo alejada, regresó a la televisión para presentar el programa de la Alta Consejería para la Reintegración, y en 2011 fue nombrada coordinadora de prensa del Ministerio de Ambiente y Desarrollo Sostenible. Actualmente es conductora del programa «Contacto Directo», en la Radio Nacional de Colombia.